# Подвеска автомобиля

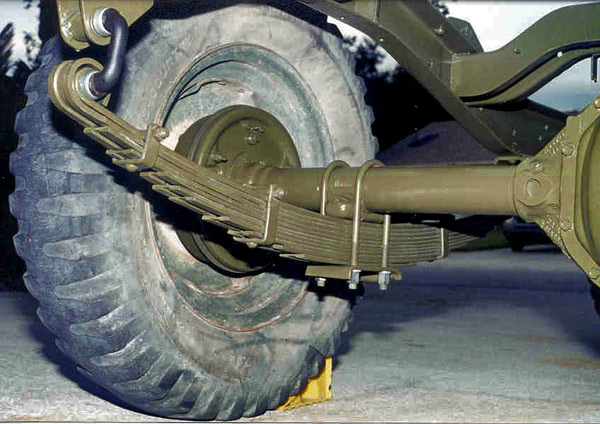
простейшая подвеска автомобиля (неразрезной мост на продольных рессорах)

Подвеска автомобиля (тж: Система подрессоривания автомобиля) — совокупность устройств, обеспечивающих упругую связь между несущей системой и колёсами (или мостами) автомобиля, уменьшение динамических нагрузок на несущую систему и колёса и затухание их колебаний, а также регулирование положения кузова автомобиля во время движения. Свойства подвески конкретного автомобиля зависят от различных параметров (неподрессоренных масс автомобиля, кинематики подвески, колёсной базы, колеи, жёсткости кузова) и взаимодействия отдельных деталей (от типа и жёсткости упругих элементов, амортизаторов, стабилизаторов, шарниров, рычагов, и особенно от шин).

## Элементы подвески
Направляющие устройства
Элементы подвески, определяющие характер перемещений колёс относительно несущей системы автомобиля (кузова или рамы).
В первую очередь под таковыми понимаются рычажные механизмы различных конструкций и кинематических схем. Также, роль направляющих устройств могут выполнять такие упругие элементы подвески как рессоры.
Упругие элементы подвески
Элементы подвески, обеспечивающие уменьшение динамических нагрузок, действующих на автомобиль.
Это рессоры, пружины, торсионы, резиновые, пневматические и гидропневматические упругие элементы. Также стабилизаторы поперечной устойчивости и ограничители хода подвески.
Гасящие устройства
Элементы подвески, обеспечивающие затухание колебаний кузова автомобиля при движении.
Это амортизаторы любого принципа действия.

## Классификация подвесок

### Основная классификация

Перемещения колёс одной оси зависят друг от друга.
Оба колеса оси здесь связаны друг с другом жёсткой балкой и образуют неразрезной мост.

Перемещения колёс одной оси не зависят друг от друга.
Каждое колесо оси здесь крепится к кузову (раме) индивидуально.

Предполагает два основных типа подвесок:
Зависимая подвеска
Подвеска автомобиля, у которой перемещение одного колеса оси зависит от перемещения другого колеса.
Передача сил и моментов от колёс на кузов (раму) здесь может осуществляться таким упругим элементом как рессора, а в случае применения иных типов упругих элементов — рычажными механизмами разнообразных кинематических схем.
Независимая подвеска
Подвеска автомобиля, у которой перемещение одного колеса оси не зависит от перемещения другого колеса.
Независимо от типа упругого элемента передача сил и моментов от колёс на кузов (раму) здесь всегда осуществляется рычажными механизмами разнообразных кинематических схем.

### Классификация по типу упругого элемента
Определяет только тип применяемого упругого элемента, но не определяет ни зависимость/независимость подвески, ни кинематическую схему рычажных механизмов. 
Рессорная подвеска

Подвеска автомобиля, в которой упругими элементами являются листовые рессоры.
Пружинная подвеска
Подвеска автомобиля, в которой упругими элементами являются винтовые или тарельчатые пружины.
Торсионная подвеска
Подвеска автомобиля, в которой упругими элементами являются торсионы.
Резиновая подвеска
Подвеска автомобиля, в которой упругими элементами являются монолитные резиновые детали.
Пневматическая подвеска
Подвеска автомобиля, в упругих элементах которой использован сжатый газ (обычно, воздух).
Гидропневматическая подвеска
Подвеска автомобиля, в которой передача давления сжатому газу производится жидкостью.

### Классификация по конструктивной специфике
Адаптивная подвеска
Подвеска автомобиля, способная автоматически изменять характеристики гасящих устройств (амортизаторов).
Активная подвеска
Подвеска автомобиля, способная на основе показаний различных датчиков моментально подстраивать жёсткость упругих элементов под дорожные неровности.

## Основные установочные параметры подвески

### Параметры установки управляемых колёс

#### Плечо обката

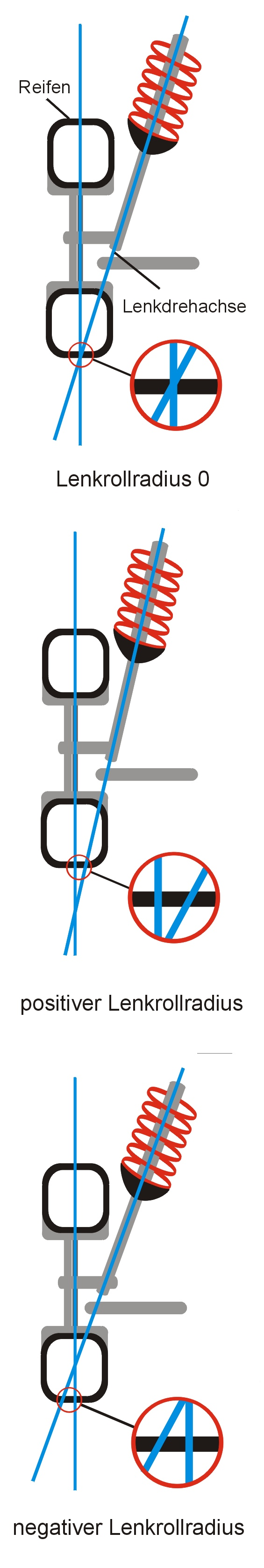
Различные варианты плеча обката.

Отрицательное плечо обката впервые было применено в 1966 году на американских Oldsmobil Toronado и Cadillac Eldorado. В 1972 году на Audi 80 большое (—18 мм) отрицательное плечо обката было дополнено диагональной схемой разделения тормозных контуров, которая позволила повысить эффективность торможения в случае выхода из строя одного из контуров системы (при положительном плече обката машина с такой тормозной системой при выходе из строя одного из контуров становилась бы при торможении неустойчивой). Впоследствии оба конструктивных решения стали применяться массово.

#### Развал и схождение

Отрицательный развал колеса.

#### Кастер (угол продольного наклона шкворня)

Положительный кастер (автомобиль движется справа налево).